# 刘安
刘安（前179年—前122年），汉高祖刘邦之孙，淮南王刘长之子，西汉淮南王，现留名著《淮南子》，是古代科学思想的总合代表著作。
刘安在中國文學史上有重要貢獻，他曾召門客，一同撰写《鸿烈》（后世称《淮南子》）。因為刘安雅好辭賦的關係，門客們善於辭賦，其所用的筆名有「淮南小山」、「淮南大山」等之類。
《汉书》记载，汉武帝时刘安因被告谋反而畏罪自杀。但是民間認為，劉安是道士，時常煉丹，因此而「得道成仙」，而且他沒服完的仙丹被家裏的雞跟狗喫了，造成「一人得道，雞犬升天」。受到民間信仰傳播，至今道教人士還奉祀刘安。相傳刘安發明豆腐，故業者奉之為行業神。

## 生平

### 淮南封王
前174年，淮南厲王劉長被告發叛亂，漢文帝刘恒將他流放蜀郡，劉長在途中绝食而死。前164年，汉文帝下诏，将原淮南国一分为三（淮南、衡山和庐江），分别封给刘长三个儿子，其中长子刘安承袭父亲刘长爵位，继任淮南王，国都寿春。刘安宠爱女儿刘陵，曾经多给金钱，让其结交汉武帝的左右大臣。
前139年，淮南王刘安入朝，汉武帝的舅舅、太尉田蚡到灞上迎接时说：“皇上没有太子，大王最贤明，又是高皇帝的孙子，一旦皇上去世，不是大王继承皇位，还应该是谁呢！”刘安十分高兴，送给田蚡许多金银财物。
刘安广招门客數千人，“天下方術之士，多往歸焉”，著名的有苏非、李尚、左吴、陈由、伍被、毛周、雷被、晋昌八人，号称「八公」。

### 谋反案
元朔五年（前124年），刘安的門客雷被在与淮南王世子刘迁比试剑术时，误伤世子，招致世子怨恨。雷本想随军抗击匈奴，刘安不准，雷被遂逃往长安告发刘安。武帝遣中尉段宏前去查办，刘安父子欲将段宏刺死。由于段宏只是略问雷被免官事迹，并未讯及别情，辞色甚是谦和。刘安料无他患，不如变计周旋。段宏允诺而别，回去告诉武帝。武帝召问公卿，众谓淮南王阻明诏，不令雷被入都效力，罪应弃市。武帝不从，只准削夺二县，赦罪勿问。
刘安有两个儿子，幼子刘迁因是嫡子，被立为世子，庶出长子刘不害不得宠，刘安、王后不视他为子，刘迁不视他为兄，刘安也没有按推恩令分封他为列侯。刘不害之子刘建因为分封无望而怀恨，指称刘迁秘密策划谋反，希望一旦刘迁获罪，父亲刘不害就能成为淮南太子。刘安计划举兵反朝廷，问计於伍被，伍被力谏刘安不要造反，但是刘安不听。后来只好被迫替刘安谋划，刘安谋反事发之后，伍被向汉廷自首谋反的经过。
西汉元狩元年（前122年），汉武帝以“阴结宾客，拊循百姓，为叛逆事”等罪名捉拿刘安，刘安自杀身亡，终年58岁，其餘親屬被族滅。淮南國涉及謀反的列侯、兩千石、遊俠等數千人都伏誅。淮南國除。

## 家庭
- 王后：蓼荼，西汉淮南国王后。在丈夫刘安自杀后，她与儿子刘迁、女儿刘陵被酷吏张汤判处弃市。

### 子女
刘不害，為西汉淮南王刘安的庶長子，刘不害雖然學識淵博，精通經史子集也擅長詩詞歌賦，才華洋溢，成就非凡，但生性懦弱，面对刘迁和刘陵这两个嫡出的弟妹只会惟惟诺诺。但是他生的儿子刘建却是富有雄心，最终告发刘安企图谋反。刘安伏诛后，刘不害父子的下场没有记载。
刘迁（？－前122年），為西汉淮南王刘安的嫡子，也是劉不害的異母弟，好劍術。
刘陵（？－前122年），為西汉淮南王刘安之女。

### 孫
刘建，為劉不害子。

## 传说

### 發明豆腐
据记载，刘安是豆腐以及很多养生之道发明者。據傳劉安於母親患病期間，每日用泡好的黃豆磨成豆漿給母親飲用，劉母之病遂逐漸好轉，豆漿也隨之傳入民間。至於豆腐起源，古籍曾記載劉安在淮南八公山上煉丹時，曾不小心將石膏混入豆漿裡，經蛋白質變性成為豆腐。至此豆漿與豆腐均源自中國 ，安徽淮南更有中國豆腐之鄉的美名。
《行神研究》：「 相傳農曆九月十五日，為淮南王劉安誕辰，中國豆腐業者均於本日舉行公祭，祭畢聚餐。」《瑣談》：「豆腐作坊，祀淮南王先師。」

### 一人得道，雞犬升天
劉安即“一人得道，雞犬升天”的成語的来源。
《藝文類聚·卷第七十八·靈異部上·仙道》：“漢淮南王劉安，言神仙黃白之事，名為‘鴻寶萬畢’三卷；論變化之道，於是八公乃詣王，授丹經及三十六水方。俗傳安之臨仙去，餘藥器在庭中，雞犬舐之，皆得飛升。”

## 影視作品

### 電視劇
- 2001年中国大陸電視劇《大汉天子》，孫飛虎 飾
- 2003年陆港合拍電視劇《奔月》，李銘順 飾
- 2005年中国大陸電視劇《汉武大帝》，婁際成 飾
- 2014年陆港合拍電視劇《大漢賢后衛子夫》，劉永 飾
- 2020年中国大陆电视纪录片《中国》第一季，李军 饰
- 2022年中国大陆河南卫视电视特别节目《春分奇遇记》，徐科 饰

### 遊戲
- 2007年《仙劍奇俠傳四》，商虹 配音

## 延伸阅读
[在维基数据编辑]
 在维基文库阅读此作者作品
 《史記/卷118》，出自司馬遷《史記》
 《明史卷二百〇七》，出自《明史》